# En avant (Brésil)
Pour les articles homonymes, voir En avant.
Ne doit pas être confondu avec Parti travailliste brésilien ou Parti démocratique travailliste.
 (octobre 2018).
Si vous disposez d'ouvrages ou d'articles de référence ou si vous connaissez des sites web de qualité traitant du thème abordé ici, merci de compléter l'article en donnant les références utiles à sa vérifiabilité et en les liant à la section « Notes et références ».
En avant (en portugais : Avante) est un parti politique brésilien fondé en 1994 sous le nom de Parti travailliste du Brésil (en portugais : Partido Trabalhista do Brasil, abrégé en PTdoB) et issu d'une dissidence du Parti travailliste brésilien remontant à 1989.
Avante est un parti centriste et attrape-tout qui, sous le gouvernement du président Jair Bolsonaro, a affiché un alignement de 82% dans les votes à la Chambre. Cependant, avec le retrait de la candidature d'André Janones à la présidence de la République, il commence à soutenir Luiz Inácio Lula da Silva en 2022. En novembre 2023, le parti compte 217 663 adhérents.

## Histoire
En 1998, le PTdoB présente la candidature de João de Deus Barbosa de Jesus à l'élection présidentielle. Ce dernier n'obtient que 0,2 % des voix. Le Parti obtient le même score lors des élections législatives de 2002, ne faisant élire aucun député. En 2006 en revanche, en dépit d'un progrès insignifiant (0,3 % des voix à l'échelle nationale), le PTdoB parvient à faire élire un député.
Par la suite, le PTdoB s'engage dans un processus de fusion avec le Parti libéral (PL) et le petit Parti pour la reconstruction de l'ordre national (PRONA) en vue de créer un nouveau Parti de la République mais le processus échoue et le PTdoB se tient finalement à l'écart de la nouvelle formation.
En 2010, le PTdoB est membre de la coalition de centre droit qui présente le social-démocrate José Serra à l'élection présidentielle. Lors des élections parlementaires organisées simultanément, le PTdoB triple son nombre de députés fédéraux, passant de 1 à 3.